# Wroxall (Warwickshire)
Wroxall – wieś w Anglii, w hrabstwie Warwickshire. Leży 9 km na północny zachód od miasta Warwick i 141 km na północny zachód od Londynu.